# Rushi Vidinliev
Ruscen Vidinliev (búlgaro: Рушен Видинлиев), nacido el 3 de agosto de 1980, conocido como Rushi Vidinliev, es un cantante y compositor búlgaro, actor y cineasta, que surgió en la escena musical en Bulgaria en la década de 2000. 

## Vida
Aunque nació en Sofía - Bulgaria, Ruscen es de nacionalidad italiana y habla búlgaro, italiano e inglés. Ruscen comenzó a actuar en las producciones de teatro en Fettes College, Edimburgo - Escocia, donde estudió entre 1990-1998. En su último año jugó Gregor Samsa en "La metamorfosis" (Steven Berkoff), que participó en el Festival Fringe de Edimburgo. Luego pasó a ganar su licenciatura en Arte Dramático por la Universidad de Bristol - Inglaterra. Ha participado en varias películas, sobre todo, jugando el papel principal en "El Color del Camaleón" (búlgaro: Цветът на Хамелеона), que se estrenó en el Festival de Cine de Toronto en 2012. Ese mismo año se graduó de la Escuela de Artes Visuales, Nueva York - USA, con una maestría en cortometraje. Su primera película corta, como escritor y director, se titula "We Kid".
Rushi se hizo popular en Bulgaria en 2001, con una mezcla de canciones pop, electro-pop y rock. Después de tres álbumes, "En el otro lado", 2002 (búlgaro: От Друга Страна), "Independiente", 2003 (búlgaro: Независим), "Lo", 2005 (búlgaro: Онзи), Rushi, como sus letras últimamente había empezado a sugerir, decidió reducir sus apariciones públicas y cambiar la dirección de su música. Lanzó su último álbum "Después de dormir", 2008 (Inglés: Post Sleep), en el que colaboró con Retro, un trío alternativo, que tomó su música en una ruta más experimental. El álbum fue recibido con críticas encontradas y tuvo poco éxito comercial.
Ruscen ha escrito letras para un número de artistas musicales en Bulgaria, incluyendo "Palabras"  (búlgaro: Думи) de Maria Ilieva, "No tengo una canción para ti"  (búlgaro: За тебе песен нямам) de Nevena y "Cortinas Corridas" (búlgaro: Спуснати завеси) de Lora Karadjova y ha dirigido varios videos musicales, incluyendo "Diseñador de canciones Rock and Roll" (Inglés: Rock and Roll song designer) de Ostava.
- Datos: Q6113746